# 水道町 (臺南市)
水道町，為台灣日治時期臺南州臺南市地名，位於三分子的東半部，為現今臺南市北區的一部分。

## 介紹
此地名出現於昭和12年（1937年），為臺南市都市擴張發展後，地方政府預定設立的新町名之一，其他新設的町尚有青葉町、伏見町、水道町、白川町、若竹町、乃木町、汐見町、昭和町。水道町的位置在三分子的東半部，西側為白川町，以縱貫道路為界。町內有臺南水道從山上至台南市區的管線，故名為水道町。
然而由於日本戰敗，此一行政區劃始終未正式實施，僅作為一般稱呼。

## 町內設施
- 臺南水道事務所
- 三分子日軍射擊場
- 開元寺
- 曾文溪治水工事職員宿舍[5]
- 曾文溪森林治水事務所[6]